# Единаковци (община Демир Хисар)
 Тази статия е за селото в Северна Македония.  За селото в България вижте Единаковци.  
Единаковци или Единаково (на македонска литературна норма: Единаковци) е село в община Демир Хисар, Северна Македония.

## География
Селото е разположено на 670 m надморска височина на левия бряг на река Църна, на 7 km източно от общинския център Демир Хисар. Землището на Единаковци е 8,7 km2, от които обработваемите площи са 345,3 ha, пасищата заемат 345,3 ha, а горите 178,8 ha.

## История
При изграждане на селски къщи са открити останки от късноантично селище – няколко питоса, много монети, фрагменти от керамичти съдове и покривни керемиди.
В XIX век Единаковци е село в Битолска кааза, нахия Демир Хисар на Османската империя. Гробищната църква в селото „Свети Никола“ е от 1884 година. Според статистиката на Васил Кънчов („Македония. Етнография и статистика“) от 1900 година Единаковци има 300 жители, всички българи християни. Според Никола Киров („Крушово и борбите му за свобода“) към 1901 година Единаковци има 30 български къщи.
На Етнографската карта на Битолския вилает на Картографския институт в София от 1901 година Единаковци е чисто българско село в Битолската каза на Битолския санджак с 66 къщи.
Цялото население на селото е под върховенството на Българската екзархия. По данни на секретаря на екзархията Димитър Мишев („La Macédoine et sa Population Chrétienne“) в 1905 година в Единаковци има 320 българи екзархисти.
При избухването на Балканската война в 1912 година 4 души от селото са доброволци в Македоно-одринското опълчение.
През 1961 година Единаковци има 588 жители, които през 1994 намаляват на 384, а според преброяването от 2002 година селото има 338 жители, от които 337 се самоопределят като македонци и един непосочен.
| Националност | Всичко |
| македонци    | 387    |
| албанци      | 0      |
| турци        | 0      |
| роми         | 0      |
| власи        | 0      |
| сърби        | 0      |
| бошняци      | 0      |
| други        | 1      |

В селото има Основно училище „Гоце Делчев“ до V отделение, филиално училище на ОУ „Гоце Делчев“ – Демир Хисар.

## Личности
Родени в Единаковци
- Блаже Цветанов, македоно-одрински опълченец, 4 рота на 6 охридска дружина[10]
- Георги Мицев, македоно-одрински опълченец, 4 рота на 6 охридска дружина[11]
- Гьоре Кочов, български революционер от ВМОРО[12]
- Коте Атанасов Котески, участник в Илинденско-Преображенското въстание[13]
- Коте Николов, македоно-одрински опълченец, 4 рота на 6 охридска дружина[14]
- Коте Мицев Котев, български революционер от ВМОРО[12]
- Нешко Спасовски, участник в Илинденско-Преображенското въстание[13]
- Павле Колев Ортаков, български революционер от ВМОРО[15]
- Петре Тръпчев, участник в Илинденско-Преображенското въстание,[13] ранен при превземането на хюкюмата в Крушево[16]
- Спиро Христов, македоно-одрински опълченец, нестроева рота на 6 охридска дружина[17]
- Цветан Николов Мирчев, български революционер от ВМОРО[18]